# Micromys liui
Espèce
Micromys liui est une espèce fossile de rongeurs myomorphes de la famille des Muridae.

## Distribution et époque
Ce proche parent du rat des moissons actuel (Micromys minutus) a été découvert en Chine. Il vivait à l'époque du Pléistocène.

## Taxinomie
Cette espèce a été décrite pour la première fois en 1993 par le naturaliste Shaohua Zheng.

## Protologue
- (zh + en) Shaohua Zheng, « Quaternary Rodents of Sichuan-Guizhou Area, China », Science Press, Pékin, Beijing: Kexue cubanshe,‎ 1993, p. 270.